# Cabana de l'Era del Ricard
La Cabana de l'Era del Ricard és una obra de Taradell (Osona) inclosa a l'Inventari del Patrimoni Arquitectònic de Catalunya.

## Descripció
Cabana de planta rectangular (6x8), coberta a dues vessants amb el carener perpendicular a la façana situada a ponent, està situada a uns 20mts de l'angle SE de la casa, davant l'era enllosada i encaironada. La façana presenta un portal rectangular amb llinda de fusta, un petit ràfec, amb un panell coronat el capcer. A migdia s'hi adossa un cos cobert a una vessant. A tramuntana s'hi adossa un pou circular amb un lloc per posar galledes i un portal rectangular. L'interior es distribueixen amb dos pisos a les parets laterals i a la del fons, la resta és només de planta. A 10mts de l'edificació hi ha un pilar fet per lleves de pedra i coronat per una llosa; desconeixem la seva funció. A darrere hi ha una paret seca de 500mts que forma marge amb el camp. Són notables els treballs fets amb llosa, paret seca, la conversió de l'era.

## Història
La història de la cabana va unida a la del mas Ricart el qual ja existia abans del 1325 i més tard el trobem registrat en els fogatges del segle xvi i en el nomenclàtor de la província de l'any 1860. La casa fou ampliada als segles XVII, xviii i xix i es probable que durant aquesta època es construís la cabana.